# 盧承德
盧承德，中國清朝官員，本籍中國盛京。盧承德於1697年（康熙36年）接替李中素，於台灣擔任台灣府台灣縣知縣。管轄約今台灣南部之嘉義縣、嘉義市、台南縣、市全境及高雄縣部份區域。該區域面積約為4500平方公里，也是清治時期台灣島之漢人集中地所在。1700年，盧承德任滿升任湖南衡州府同知。
| 前任： 李中素 | 台灣府台灣縣知縣 1697年上任 | 繼任： 陳璸 |